# Парк (Монастирище)
Парк — парк-пам'ятка садово-паркового мистецтва місцевого значення. Об'єкт розташований на території Монастирищенського району Черкаської області, околиця міста Монастирище, квартал 58 Монастирищенського лісництва.
Площа — 40 га, статус отриманий 27 червня 1972 року.